# Federico II di Lorena
Federico II di Lorena (... – 10 ottobre 1213) fu Duca di Lorena dal 1206 alla sua morte.

## Origine
Sia secondo la Genealogica ex Stirpe Sancti Arnulfi descendentium Mettensis, che secondo la Chronica Albrici Monachi Trium Fontium, Federico era il figlio maschio primogenito del duca di Lorena, Federico I e della moglie (come risulta dal Chronicon Polono-Silesiacum), Ludmilla di Polonia, che, sempre secondo il Chronicon Polono-Silesiacum, era una delle figlie del duca della Grande PoloniaMieszko III di Polonia, della dinastia Piast; anche la Chronica Albrici Monachi Trium Fontium, afferma che una figlia di Mieszko III di Polonia fu la madre del duca di Lorena (Federico II).
Sia secondo la Genealogica ex Stirpe Sancti Arnulfi descendentium Mettensis, che secondo la Chronica Albrici Monachi Trium Fontium, Federico I di Lorena era il figlio maschio secondogenito del Duca di Lorena, Mattia II e della moglie, Giuditta, detta anche Berta, nipote del re di Germania, Corrado III di Svevia, come ci confermano sia la Genealogica ex Stirpe Sancti Arnulfi descendentium Mettensis, che le Gesta Friderici Imperatoris Ottonis Frisingensis I, sorellastra di Federico Barbarossa, futuro imperatore e figlia di Federico II duca di Svevia, sempre secondo le Gesta Friderici Imperatoris Ottonis Frisingensis I e di Giuditta di Baviera, come ci conferma la Historia Welforum Weingartensis.

## Biografia
Secondo lo storico, Georges Poull, nel suo libro La Maison ducale de Lorraine (1994) (non consultato), il matrimonio dei suoi genitori era stato combinato dallo zio materno di Federico I, l'imperatore, Federico Barbarossa.
Ancora secondo lo storico, Georges Poull, nel suo libro La Maison ducale de Lorraine (1994) (non consultato), sua nonna, Giuditta, aveva sempre preferito suo padre, Federico, al fratello primogenito Simone che era succeduto al padre, Mattia I, nel 1176. Simone II venne costretto a riconoscere alcuni privilegi feudali a Federico e venne obbligato ad accogliere un parlamento di Lorena. Egli inoltre dovette confermare la Contea di Bitche come appannaggio a Federico, il quale non era soddisfatto e si era rivoltato contro Simone II. La guerra civile, che perdurò per tre anni, sino al Trattato di Ribemont, secondo il quale Simone trattenne per sé solo la Bassa Lorena, e a Federico sarebbe spettata la parte a nord; un documento della Histoire de Lorraine, volume 6, datato 1179, attesta l'accordo raggiunto dai due fratelli con la mediazione del conte di Fiandra, di Vermandois e di Valois, Filippo d'Alsazia.
Nel 1180, Federico viene citato in un documento assiema al padre, Federico ora detto di Bitche (Fidericus de Bites), ed allo zio, Simone II, come testimoni in un documento del conte Enrico I di Bar, in partenza per la Crociata.
Nel 1203, Federico compare assieme al padre, Federico (Fidericus dominus de Bites), in un documento inerente ad una donazione.
Dopo essersi ritirato in monastero, suo zio, Simone II morì nel 1206, secondo gli Obituaires de Sens Tome I.1, Abbaye de Saint-Denis, il 14 gennaio (XVIIII Kal Feb) oppure il 31 marzo (II Kal Apr) e fu tumulato nell'Abbazia di Sturzelbronn.
Siccome Simone II era senza discendenza, gli succedette il fratello Federico, come Federico I, anche se secondo la Chronica Albrici Monachi Trium Fontium, Simone avesse indicato come suo successore il nipote, Federico, figlio di Federico I.
Federico I ereditò tutto il ducato, ma morì dopo circa tre mesi, il 7 aprile 1206, ed, ancora secondo lo storico, Georges Poull, nel suo libro La Maison ducale de Lorraine (1994) (non consultato), Federico fu tumulato nell'Abbazia di Sturzelbronn.
Il Ducato, secondo la Chronica Albrici Monachi Trium Fontium, passò a suo figlio Federico II, che ricevette l'intero ducato riunito.
Ancora secondo la Chronica Albrici Monachi Trium Fontium, nel 1208, Federico II attaccò i territori che appartenevano al monastero di Gorze, incendiando e rapinando, mettendosi coì in contrasto con il suocero, Teobaldo I di Bar, che aveva l'incarico di difendere gli interessi del monastero; e memore di antichi torti, si arrivò ad una guerra, che vide Federico II sconfitto; nel mese di febbraio fu catturato ed imprigionato , assieme a due fratelli, uno dei quali era Teodorico († prima del 1244), Signore d'Autigny, detto dell'Inferno o del Diavolo (Theodericus de Inferno dictus est); furono trattenuti in prigionia per circa sette mesi, ottenendo la sua libertà, solo dopo aver ratificato la pace.
Il documento che sancì la pace tra Bar e Lorena si trova nella Histoire de Lorraine, volume 6, datato 1208, e attesta tra altri aggiustamenti territoriali, che le terre di Amance, Longwy e Stenay, portate in dote dalla moglie, Agnese di Bar, dopo la sua morte sarebbero tornate alla contea di Bar.
Nel 1197, il ducato di Lorena aveva supportato la candidatura del Duca Filippo di Svevia al titolo di Re di Germania ed Imperatore del Sacro Romano Impero contro Ottone IV di Brunswick, che, il 9 giugno 1198, era stato eletto a Colonia re di Germania (Rex Romanorum) dai principi guelfi del basso Reno e l'incoronazione aveva avuto luogo ad Aquisgrana il 12 luglio ad opera di Adolfo, arcivescovo di Colonia, in contrapposizione a Filippo di Svevia, incoronato a Magonza, l'8 settembre
Nel 1208, dopo l'assassinio di Filippo di Svevia re di Germania, Ottone giunse ad un accordo con i ghibellini Staufen, fidanzandosi con Beatrice, la figlia di Filippo; in una elezione a Francoforte l'11 novembre 1208, egli ottenne il sostegno di tutti i principi elettorali e Federico II accettò il fatto compiuto, schierandosi con Ottone.
Dopo la scomunica di quest'ultimo nel novembre 1210, egli trasferì infine il proprio supporto all'erede degli Hohenstaufen, Federico II di Svevia.
Ancora secondo la Chronica Albrici Monachi Trium Fontium, Federico II morì, nel 1213, il 10 ottobre (dux Lotharingie Fredericus post festum Sancti Remigii), mentre secondo L'obituaire de l'abbaye de Saint-Mansuy-Lès-Tozul morì l'8 ottobre.
Sempre secondo la Chronica Albrici Monachi Trium Fontium a Federico II succedette il figlio primogenito, Teobaldo, come Teobaldo I.

## Matrimonio e discendenza
Federico II di Lorena, nel 1188, sia secondo la Genealogica ex Stirpe Sancti Arnulfi descendentium Mettensis, che secondo le Gesta Episcoporum Mettensium (Continuatio II), aveva sposato Agnese di Bar († 19 giugno 1226), figlia del Conte di Bar, Teobaldo I di Bar e di Loretta di Los. Ancora secondo la Chronica Albrici Monachi Trium Fontium, Agnese, dopo la morte fu sepolta nell'abbazia di Beaupré (in abbatiam Belliprati).
Federico II da Agnese ebbe sei figli:
- Teobaldo († 1220), Duca di Lorena[19],
- Mattia(† 1251), Duca di Lorena[1],
- Giacomo († 1260), vescovo di Metz[21],
- Rinaldo († 1274), signore di Bitche[1],
- Lauretta († dopo il 1226), sposò nel 1215 circa Simone III de Sarrebruck, conte di Saarbrücken, come dal documento XL del Chartularium Saræpontanum[25],
- Alice († 1242), che sposò, in prime nozze, Werner I di Kyburg-Dillingen († 1228), conte de Kyburg e, in seconde nozze, Gualtiero, signore di Vignory, come ci testimonia la Chronica Albrici Monachi Trium Fontium[26].

## Ascendenza
|                          |                         |                            | Genitori               |  |  | Nonni |  |  | Bisnonni           |  |  | Trisnonni              |  |
|                          |                         |                            |                        |  |  |       |  |  | Simone I di Lorena |  |  | Teodorico II di Lorena |  |
|                          |                         |                            |                        |  |  |       |  |  | Simone I di Lorena |  |  | Teodorico II di Lorena |  |
|                          |                         | Edvige di Formbach         |                        |  |  |       |  |  | Simone I di Lorena |  |  |                        |  |
| Mattia I di Lorena       |                         |                            |                        |  |  |       |  |  | Simone I di Lorena |  |  |                        |  |
|                          |                         | Adelaide di Lovanio        | Enrico III di Lovanio  |  |  |       |  |  |                    |  |  |                        |  |
|                          |                         | Adelaide di Lovanio        | Enrico III di Lovanio  |  |  |       |  |  |                    |  |  |                        |  |
|                          |                         | Adelaide di Lovanio        | Gertrude delle Fiandre |  |  |       |  |  |                    |  |  |                        |  |
| Federico I di Lorena     |                         | Adelaide di Lovanio        |                        |  |  |       |  |  |                    |  |  |                        |  |
|                          |                         | Federico II di Svevia      | Federico I di Svevia   |  |  |       |  |  |                    |  |  |                        |  |
|                          |                         | Federico II di Svevia      | Federico I di Svevia   |  |  |       |  |  |                    |  |  |                        |  |
|                          |                         | Federico II di Svevia      | Agnese di Waiblingen   |  |  |       |  |  |                    |  |  |                        |  |
| Berta di Hohenstaufen    |                         | Federico II di Svevia      |                        |  |  |       |  |  |                    |  |  |                        |  |
|                          |                         | Giuditta di Baviera        | Enrico IX di Baviera   |  |  |       |  |  |                    |  |  |                        |  |
|                          |                         | Giuditta di Baviera        | Enrico IX di Baviera   |  |  |       |  |  |                    |  |  |                        |  |
|                          |                         | Giuditta di Baviera        | Wulfhilde di Sassonia  |  |  |       |  |  |                    |  |  |                        |  |
| Federico II di Lorena    |                         | Giuditta di Baviera        |                        |  |  |       |  |  |                    |  |  |                        |  |
|                          | Boleslao III di Polonia | Ladislao Herman di Polonia |                        |  |  |       |  |  |                    |  |  |                        |  |
|                          | Boleslao III di Polonia | Ladislao Herman di Polonia |                        |  |  |       |  |  |                    |  |  |                        |  |
|                          | Boleslao III di Polonia | Giuditta di Boemia         |                        |  |  |       |  |  |                    |  |  |                        |  |
| Miecislao III di Polonia | Boleslao III di Polonia |                            |                        |  |  |       |  |  |                    |  |  |                        |  |
|                          |                         | Salomea di Berg            | Enrico di Berg         |  |  |       |  |  |                    |  |  |                        |  |
|                          |                         | Salomea di Berg            | Enrico di Berg         |  |  |       |  |  |                    |  |  |                        |  |
|                          |                         | Salomea di Berg            | Adelaide di Mochental  |  |  |       |  |  |                    |  |  |                        |  |
| Ludmilla di Polonia      |                         | Salomea di Berg            |                        |  |  |       |  |  |                    |  |  |                        |  |
|                          |                         | Béla II d'Ungheria         | Álmos d'Ungheria       |  |  |       |  |  |                    |  |  |                        |  |
|                          |                         | Béla II d'Ungheria         | Álmos d'Ungheria       |  |  |       |  |  |                    |  |  |                        |  |
|                          |                         | Béla II d'Ungheria         | Predslava di Kiev      |  |  |       |  |  |                    |  |  |                        |  |
| Elisabetta d'Ungheria    |                         | Béla II d'Ungheria         |                        |  |  |       |  |  |                    |  |  |                        |  |
|                          |                         | Elena di Rascia            | Uroš I di Rascia       |  |  |       |  |  |                    |  |  |                        |  |
|                          |                         | Elena di Rascia            | Uroš I di Rascia       |  |  |       |  |  |                    |  |  |                        |  |
|                          |                         | Elena di Rascia            | Anna Diogenissa        |  |  |       |  |  |                    |  |  |                        |  |
|                          |                         | Elena di Rascia            |                        |  |  |       |  |  |                    |  |  |                        |  |

### Fonti primarie
- (LA)  Monumenta Germaniae Historica, Scriptores, tomus XIX.
- (LA)  Monumenta Germaniae Historica, Scriptores, tomus X.
- (LA)  Monumenta Germaniae Historica, Scriptores, tomus XX.
- (LA)  Monumenta Germaniae Historica, Scriptores, tomus XXI.
- (LA)  Monumenta Germaniae Historica, Scriptores, tomus XXIII.
- (LA)  Monumenta Germaniae Historica, Scriptores, tomus XXV.
- (LA)  Histoire de Lorraine, ... depuis l'entree de Jules-Cesar dans les ..., Volume 6.
- (LA)  Histoire de Lorraine, ... depuis l'entree de Jules-Cesar dans les ..., Volume 5.
- (LA)  Obituaires de la province de Sens. Tome 1 / Tome 1 / Partie 1l.
- (LA)  Cartulaire de l'Abbaye de Saint-Bertin.
- (LA)  Chartularium Saræpontanum.
- (LA)  L'obituaire de l'abbaye de Saint-Mansuy-Lès-Tozul.

### Letteratura storiografica
- Austin Lane Poole, Filippo di Svevia e Ottone IV, cap. II, vol. V (Il trionfo del papato elo sviluppo comunale) della Storia del Mondo Medievale, 1999, pp. 54–93.
- (LA)  Histoire du Limbourg, vol VI: Codex diplomaticus Valkenburgensis.